# حقل (علم الحاسوب)
في علم الحاسوب، تُقسّم البيانات ذات الأجزاء المتعددة إلى حقول. قواعد البيانات تقسم البيانات إلى صفوف. كل صف يحتوي على عدة حقول. حقول كل الصفوف معاً تشكل الأعمدة.
في البرمجة الكائنية، يعرف الحقل على أنه البيانات المغلفة داخل الصنف أو الكائن. في حالة الحقول العادية (و تعرف أيضا باسم المتغيرات الكائنية) فلكل كائن من نوع هذا الصنف هنالك متغير كائني منفصل: على سبيل المثال، إذا كان هنالك صنف باسم «موظف» وكان لديه حقل باسم «الاسم» سيكون هنالك اسم مختلف لكل موظف. أما في حالة الحقل الثابت (و تسمى أيضا بالمتغيرات الصنفية)، فهنالك متغير واحد تشترك فيه كل كائنات الصنف.